# Chiesuol del Fosso
Chiesuol del Fosso è una frazione di Ferrara di 582 abitanti, facente parte della Circoscrizione 2.

## Storia
Il borgo era noto sin dall'epoca estense con il nome di Chiesuolo della Dogana ed assunse la denominazione attuale in riferimento ad un fossato di scolo utile al deflusso delle acque dai terreni paludosi della Sammartina, ovvero un territorio stagnante appartenente agli estensi sino al XVIII secolo. In particolare, nel 1471, dopo l'investitura di Borso d'Este a duca di Ferrara da parte di Papa Paolo II, i terreni della Sammartina vennero acquistati dal duca per poter mettere in atto le bonifiche delle terre e delle praterie presenti con l'intento di trasformarle in terreni produttivi. Nella località San Martino della Pontonara, dove sorgeva l'antica tenuta della Sammartina, il duca Ercole I d'Este iniziò l'opera di bonifica avviata dal fratello Borso e nel 1494 prosciugò il comprensorio di San Martino della Pontonara grazie alla costruzione di un argine che si diramava dal Po nei pressi di Porotto. Nel 1501 le opere di bonifica si estesero sino ai territori vicini di San Martino, Sant'Egidio e Marrara. Le opere di bonifica proseguirono sino al XVII secolo in direzione Porotto, anche se i risultati ottenuti non furono ottimali come nelle terre della Sammartina e quell'appezzamento di terra rimase tale sino agli inizi del Novecento.
La tenuta della Sammartina, dopo vari passaggi di proprietà avvenuti nel corso del Settecento, venne venduta ai conti Revedin di Venezia nel 1808 mentre nel 1860 il marchese Pietro Revedin, signore delle praterie della Sammartina, fece ricostruire Chiesuol del Fosso in stile neoclassico.

## Monumenti e luoghi d'interesse
A Chiesuol del Fosso è presente la parrocchiale chiesa dell'Assunzione di Maria Santissima, che risale al XVI secolo e viene menzionata con l'esistenza di un oratorio detto della Sammartina, il quale passò nelle mani dei conti Revedin agli inizi del XIX secolo, i quali fecero poi ampliare la chiesa nel 1860 fino a quando, nel 1923, venne istituita la parrocchia di Chiesuol del Fosso.
Sulla strada per Poggio Renatico, poco dopo il paese, è presente la Torre dell'Uccellino, un tempo appartenente ad un antico castello costruito nel 1242 ed il cui nome deriva da un falco da caccia scolpito su una lapide.
Un altro monumento di interesse è la ex Villa Scroffa, ora Mastelli, di impianto neoclassico e nella quale vi fece sosta Papa Pio VI nel 1782 di ritorno da Vienna.

## Territorio e viabilità
Chiesuol del Fosso si trova nell'estrema periferia sud della città e presenta una vocazione prevalentemente industriale e commerciale. Vi si trovano anche i padiglioni della Fiera di Ferrara.Esso si sviluppa interamente lungo la Strada Statale 64 Porrettana e si trova poco distante dal casello dell'Autostrada A13 e dal Raccordo autostradale Ferrara-Porto Garibaldi. Il trasporto pubblico è invece garantito dall'autobus della linea 11, gestito da Tper.